# Club Atlético Famaillá
Club Atlético Famaillá es un club de fútbol oriundo de la ciudad de Famaillá, Provincia de Tucumán, Argentina. Fue fundado el 8 de junio de 1908 y su estadio , cuya capacidad va desde 1800 hasta los 4000 espectadores,  lleva el nombre de Ricardo Enrique Bochini, máximo ídolo del Club Atlético Independiente.
Los colores del primer equipo son azul cielo y blanco, con franjas verticales, motivo por el cual es conocido como El Celeste. Atlético Famaillá es el único club en toda la historia de la ciudad de Famaillá que permanece activo. A nivel local se encuentra afiliado a la Liga Tucumana de Fútbol.
El club ha disputado varios campeonatos nacionales, entre ellos, la Copa Argentina, el Torneo Argentino B, Torneo Federal B, el Torneo Federal C y el Torneo del Interior, en este certamen fue campeón en 2 oportunidades: 2007 y 2014. También participó en otros 2 torneos nacionales: el Torneo Regional y la Copa Presidente de la Nación, este último organizado conjuntamente por la Asociación Amateurs de Football y la Asociación del Fútbol Argentino (AFA).

## Historia
Atlético Famaillá fue fundado el 8 de junio de 1908 en la Provincia de Tucumán, Argentina. El primer presidente del club fue Don Carlos Albarracín, quien formó parte oficial de la primera dirigencia del club, junto a él también estaban Alberto Albarracín, Ramón Bachi, Eudoro González, Luis Mazzari, entre otros. Figura como el tercer club a nivel provincial y el primero del interior.
Su primera gran participación en competición nacional fue en la Copa Presidente de la Nación edición 1929, donde integró el grupo 10. En su debut fue goleado 6-2 ante Concepción Fútbol Club, otro club de la Provincia de Tucumán; volvió a disputar este torneo 2 años después. También disputó el Torneo Regional 1975, donde integró el grupo C. Famaillá debutó con victoria ante el club Juan Manuel Terán (Aguilares); el segundo partido también resultó favorable, lo que le permitió acceder a la segunda etapa. En ella enfrentó a Deportivo Unión (Catamarca), al que no pudo superar después de perder por un marcador global de 2-3.
En 2007 disputó el Torneo del Interior 2007 donde obtuvo el campeonato junto con otros clubes, esto le valió para ser ascendido automáticamente al Torneo Argentino B 2007-08. A pesar de esto, no tuvo un buen rendimiento en el certamen y solo alcanzó la sexta posición en la tabla general de la Zona A. Volvió a ganar este torneo en 2014, por lo cual fue ascendido al Torneo Federal B edición 2014, que fue la primera temporada de este campeonato impulsado por el expresidente de la Asociación del Fútbol Argentino (AFA), Julio Grondona. A pesar de esto, el equipo no jugó esa temporada quedando relegado al Torneo Federal B 2015.
A nivel local se encuentra afiliado a la Liga Tucumana de Fútbol, donde ganó el campeonato en 1981, en la categoría B.

## Palmarés
- Campeonato Círculo de Prensa (1): 1955.
- Torneo de Preparación (2): 1961, 1972.
- Asociación Cultural de Fútbol (1): 1973.
- Liga Tucumana de Fútbol Categoría B (1): 1981.
- Torneo del Interior (2): 2007, 2014.[7]